# Anthony Knockaert
Anthony Patrick Knockaert (sinh ngày 20 tháng 11 năm 1991) là cầu thủ bóng đá người Pháp thi đấu ở vị trí tiền vệ cánh cho câu lạc bộ Fulham tại giải Championship theo dạng cho mượn từ Brighton & Hove Albion.

## Sự nghiệp thi đấu

### Guingamp
Knockaert sinh ra ở Roubaix, bắt đầu sự nghiệp của mình với Guingamp, trước đây đã từng trải qua sự nghiệp thi đấu thanh thiếu niên tại Wasquehal, Leers, Lens, Mouscron và Lesquin.. Trong khi đang tiến triển trong giới trẻ ở Lesquin, anh ta hầu như gia nhập Leeds United vào tháng 9 năm 2008, nhưng cả hai bên đều không thể đồng ý sau khi Lens can thiệp vào vụ chuyển nhượng và khoản phí sẽ liên quan đến bồi thường. Vào một thời điểm nào đó trong sự nghiệp của mình, Knockaert nghĩ đến việc bỏ bóng đá sau khi được quản lý bởi Lens rằng ông đã được thả ra vì cậu còn nhỏ vào thời đó.
Chỉ đến mùa hè năm 2009 khi ông chuyển tới Guingamp, nơi ông ký hợp đồng chuyên nghiệp đầu tiên của mình. Cho đến ngày 30 tháng 7 năm 2010 khi anh ra mắt Guingamp ở vòng đua đầu tiên của Coupe de la Ligue, ghi bàn trong chiến thắng 2-1 trước Grenoble.. Sau khi chơi 120 phút, trong chiến thắng 3-2 trước Evian ở vòng đua thứ hai của Coupe de la Ligue, anh ghi bàn thắng thứ hai của mình trong Coupe de la Ligue, trong chiến thắng 3-2 trước ngày 22 tháng 9 năm 2010. Bảy ngày sau, vào ngày 29 tháng 9 năm 2010, anh đã có trận ra mắt, bắt đầu trận đấu và chơi 69 phút trước khi bị thay ra, trong chiến thắng 5-0 trước Gap.. Ngay sau đó, anh ký hợp đồng ba năm với câu lạc bộ vào ngày 6 tháng 10 năm 2010 Knockaert ghi bàn thắng đầu tiên của anh, trong chiến thắng 6-0 trước Maccabi Paris Métropole vào ngày 22 tháng 4 năm 2011. Sau khi giúp CLB quảng bá cho Ligue 2, anh đã có 27 lần ra sân và ghi được 4 lần trong tất cả các trận đấu.